# Raj duszny

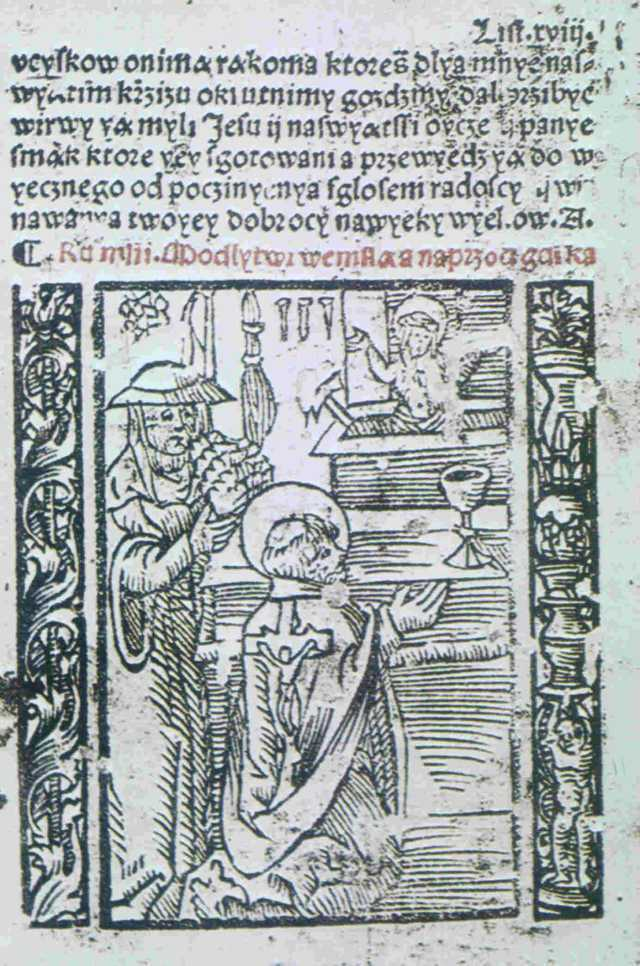
Strona z modlitewnika

Raj duszny – modlitewnik autorstwa Biernata z Lublina, opublikowany u Floriana Unglera i Wolfganga Lerna w grudniu 1513 roku. Stanowił polską przeróbkę zbioru Antidotarius animae. Modlitewnik ten cieszył się wielkim powodzeniem i był drukowany jeszcze w pierwszej połowie XVII w. 
Przez długi czas uznawany był za pierwszą książkę wydrukowaną całkowicie w języku polskim, jednak współcześnie wiadomo, że nie jest to prawda – wcześniej, ok. 1508 roku, opublikowano Historyję umęczenia Pana naszego Jezusa Chrystusa. Jest on natomiast najstarszym znanym modlitewnikiem wydrukowanym w języku polskim. Do czasów obecnych zachowało się tylko 8 kart.